# Stevens megye (Washington)
Stevens megye az Amerikai Egyesült Államokban, azon belül Washington államban található. Megyeszékhelye és legnagyobb városa Colville. Lakosainak száma 46 445 fő (2020. április 1.).

## Szomszédos megyék
- Pend Oreille megye (kelet)
- Spokane megye (délkelet)
- Lincoln megye (délnyugat)
- Ferry megye (nyugat)
- Regional District of Kootenay Boundary (észak)
- Regional District of Central Kootenay (északkelet)

## Népesség
A megye népességének változása:
| Lakosok száma | 43 495 | 43 489 | 43 605 | 43 430 | 43 791 | 46 445 |
|               | 2010   | 2011   | 2012   | 2013   | 2015   | 2020   |